# نادي غلاسكو سيتي
نادي غلاسكو سيتي لكرة القدم (بالإنجليزية: Glasgow City Football Club)‏ هو نادي كرة قدم للسيدات اسكتلندي تأسس في 1998 ، يقع مقره الرئيسي في غلاسكو، ويلعب في الدوري الإسكتلندي الممتاز للسيدات ‏.

## وصلات خارجية
- الموقع الرسمي